# Corteccia visiva
Il termine corteccia visiva si riferisce principalmente alla corteccia visiva primaria (nota anche come corteccia striata o V1), ma include anche le aree visive corticali extra-striate come la V2, V3, V4, e V5. La corteccia visiva primaria è anatomicamente equivalente alla diciassettesima area di Brodmann, con sigla BA17, collocata nel lobo occipitale del cervello. Le aree corticali extra-striate sono formate dall'area di Brodmann 18 e dall'area di Brodmann 19. Esiste una corteccia visiva per ogni emisfero cerebrale. La corteccia visiva dell'emisfero sinistro riceve segnali riguardanti il campo visivo di destra, e la corteccia visiva di destra riceve l'informazione proveniente dal campo visivo di sinistra. Il corpo di questo articolo descrive la corteccia visiva dei primati (specialmente degli esseri umani).

## Introduzione
La corteccia visiva primaria (V1), è nota anche come "koniocortex" (corteccia a tipo sensoriale) ed è localizzata attorno e nella scissura calcarina del lobo occipitale. Ogni area V1 dell'emisfero di ogni lato riceve informazioni direttamente dal proprio corpo genicolato laterale ipsilaterale.

Vengono mostrate la via dorsale (in verde) e la via ventrale (in porpora). Queste vie originano dalla corteccia visiva primaria.

Ogni area V1 trasmette informazione in due direzioni principali (primary pathways), che sono rilevabili come onda N145 del potenziale evocato visivo. Questi potenziali, generati dal transito delle informazioni dalla corteccia primaria a quelle secondarie e a quelle associative, sono noti come la corrente dorsale (dorsal stream) e la corrente ventrale (ventral stream):
- Nella cosiddetta ipotesi delle due correnti, la corrente dorsale inizia nella corteccia V1, attraversa l'area V2 (dove in parte viene elaborata), ed in seguito giunge all'area dorsomediale e all'area visiva MT (nota anche come V5) ed in seguito alla corteccia parietale posteriore. La corrente "dorsale", spesso definita anche la "via del dove" oppure la "via del come" (Where Pathway" or "How Pathway"), è associata al movimento, alla rappresentazione spaziale della posizione degli oggetti, ed al controllo di occhi e braccia, specialmente quando l'informazione visiva serve per afferrare un oggetto oppure nei movimenti saccadici.[1]
- La corrente ventrale inizia nella corteccia V1 (peri scissura calcarina), va verso l'area visiva V2, poi verso l'area visiva V4, e raggiunge la corteccia temporale inferiore. La corrente ventrale, a volte definita la "via del cosa" ("What Pathway"), si associa al riconoscimento delle forme e alla rappresentazione degli oggetti. Si associa anche con l'immagazzinamento nella memoria a lungo termine.

Sempre secondo la ipotesi delle due correnti la dicotomia delle correnti dorsale/ventrale (chiamate anche le correnti "dove/cosa" oppure "azione/percezione") venne definita per primi da Ungerleider e Mishkin e rimane ancora come una teoria dibattuta nell'ambito degli scienziati della visione e degli psicologi. Probabilmente si tratta di una eccessiva semplificazione del vero meccanismo d'interazione tra le cortecce visive. Si basa in parte sul costante riscontro che le illusioni visive come la Ebbinghaus possano distorcere giudizi di natura percettiva, ma quando il soggetto risponde con un'azione, come il cercare di afferrare l'oggetto , non si percepiscono distorsioni. Comunque, lavori recenti suggeriscono che sia il sistema di azione che di percezione siano ingannati in modo uguale da questo tipo di miraggi.
I neuroni nella corteccia visiva eseguono scariche di potenziale d'azione quando gli stimoli visivi appaiono nel loro campo recettoriale. Per definizione, il campo recettivo è la regione all'interno dell'intero campo visivo che suscita un potenziale d'azione. Ma per ogni dato neurone, questo potrebbe rispondere meglio ad un sottoinsieme di stimoli all'interno del loto campo di ricezione. Questa proprietà viene chiamata sintonizzazione neuronale (dall'inglese neuronal tuning). Nelle aree visive che si occupano dell'elaborazione iniziale, i neuroni hanno una sintonizzazione più semplice. Ad esempio, un neurone della V1 potrebbe rispondere depolarizzandosi ed inviando segnali in risposta a qualsiasi stimolo verticale nel suo campo recettoriale. Nelle aree visive di elaborazione più avanzata, i neuroni hanno una sintonizzazione complessa. Ad esempio, nella corteccia temporale inferiore (IT), un neurone potrebbe scaricare soltanto quando una certa faccia appare nel suo campo recettivo.
La corteccia visiva riceve il suo apporto di sangue arterioso principalmente dall'arteria calcarina, ramo dell'arteria cerebrale posteriore.

### Ricerca attuale
Si possono eseguire ricerche non cruente sulla corteccia visiva grazie ai potenziali evocati visivi, con configurazioni più o meno estese e/o dense di elettrodi di registrazione, che si basano sulla costanza nella risposta visiva quando viene sottoposta a stimoli ripetitivi. Ad esempio una disposizione che si utilizzava in passato era quella del "Queen's square", con 9 elettrodi distanziati tra di loro di 4–5 cm, partendo come base dalla linea che unisce gli elettrodi O1-O2.
Altre ricerche più cruente, utilizzate in neurochirurgia e nella ricerca sul modello animale comportano la registrazione di potenziali d'azione da elettrodi posti all'interno del cervello (spesso su piastrine con decine di elettrodi per cm2, poste al di sotto della calotta cranica. Tra gli animali che sono stati utilizzati vi sono gatti, furetti, ratti, topi, oppure scimmie. Comunque negli animali si utilizzano più spesso registrazioni dell'attività di base intrinseca e dei potenziali evocati tramite segnali di elettroencefalografia (EEG), magnetoencefalografia (MEG), fMRI, più spesso dalla corteccia V1 (negli umani e nelle scimmie) in quanto più superficiale.
Una recente scoperta concernente la V1 umana è quella che i segnali misurati dalla fMRI mostrano una modulazione dell'attenzione molto grande. Questo risultato contrasta fortemente con le ricerche nella fisiologia del macaco che mostrano cambiamenti molto piccoli (o nessun cambiamento) nella scarica di potenziali associati con la modulazione dovuta all'attenzione. La ricerca nel macaco si esegue abitualmente misurando l'attività di "spike" (punte elettriche) provenienti dai singoli neuroni. D'altra parte la base neurale del segnale fMRI è piuttosto correlata al potenziamento post sinaptico (PSP).

## Corteccia visiva primaria (V1)
La corteccia visiva primaria è l'area visiva meglio studiata nell'intero cervello. In tutti i mammiferi studiati, è localizzata nel polo posteriore del lobo occipitale ( la corteccia occipitale è responsabile del processamento degli stimoli visivi). Si tratta della corteccia visiva più semplice, dalla filogenesi più arcaica. Si tratta di un'area altamente specializzata per il processamento dell'informazione riguardante la forma e collocazione di oggetti statici ed il loro movimento nel campo visivo. Eccelle nel riconoscimento di caratteristiche ripetitive.
La corteccia visiva primaria funzionale è approssimativamente equivalente alla corteccia striata anatomica. Il nome "corteccia striata" deriva dalla stria del Gennari, una linea distintiva visibile ad occhio nudo composta da assoni mielinici che si dipartono dal corpo genicolato laterale e terminano nel IV strato della materia grigia.
La corteccia visiva primaria è divisa in sei strati funzionali distinti, numerati da 1 a 6. Lo strato 4, che riceve la maggior parte dei segnali visivi dal nucleo genicolato laterale (LGN), è a sua volta divisa in quattro strati, detti 4A, 4B, 4Cα, e 4Cβ. La sublamina 4Cα riceve input magnocellulari dal LGN, mentre 4Cβ riceve gli input parvocellulari.
La corteccia occipitale, dove risiede la corteccia visiva, è la più piccola delle quattro cortecce del cervello umano, che includono corteccia temporale, parietale e frontale. Il numero medio di neuroni nella corteccia visiva primaria di un umano adulto, in ciascun emisfero, è di circa 140 milioni.

### Funzionamento della corteccia visiva primaria "V1"
L'area visiva V1 possiede una mappa molto ben definita dell'informazione spaziale nella visione. Ad esempio la riva superiore del solco calcarino risponde fortemente alla metà inferiore del campo visivo (quello collocato al di sotto di una linea immaginaria che unisce i due centri del campo visivo), e la riva inferiore della scissura calcarina risponde alla metà superiore del campo visivo. Concettualmente, questa mappatura retinotopica è una trasformazione dell'immagine visiva della retina nella V1. La corrispondenza tra una data posizione nella V1 e il campo visivo soggettivo è molto precisa: addirittura gli scotomi vengono mappati nella V1. Evolutivamente, questa corrispondenza è molto basica e si trova nella maggioranza degli animali che possiedono un'area V1. Negli esseri umani e in animali con una fovea nella retina, una grande porzione della V1 viene mappata nella piccola porzione centrale del campo visivo, un fenomeno noto come ingrandimento corticale. Forse con lo scopo di fornire un'adeguata decodifica spaziale, i neuroni nella V1 hanno il più piccolo campo recettoriale rispetto a qualsiasi altra regione microscopica dell'area visiva.
La proprietà di sintonia dei neuroni V1 (Ciò a cui i neuroni rispondono) differisce notevolmente nel tempo. Precocemente (40 ms e ulteriormente) singoli neuroni V1 hanno una sintonizzazione forte per un piccolo insieme di stimoli. Ovvero, le risposte neuronali possono discriminare piccole modifiche negli orientamenti visuali, frequenza spaziali e colori. Inoltre, i singoli neuroni di V1 in umani e animali con visione binoculare hanno dominanza oculare, cioè una sintonizzazione su uno dei due occhi. In V1 e nella corteccia sensoriale primaria in generale, neuroni con proprietà di sintonizzazione simili tendono a raggrupparsi insieme come colonne corticali. David Hubel e Torsten Wiesel hanno proposto il modello di organizzazione del classico cubo di ghiaccio di colonne corticali per due proprietà di sintonia: dominanza oculare e orientamento. Tuttavia, questo modello non può includere il colore, la frequenza spaziale e molte altre caratteristiche a cui i neuroni sono sintonizzati. L'organizzazione esatta di tutte queste colonne corticali all'interno di V1 rimane un tema di ricerca corrente.

## Corteccia visiva secondaria (V2)
L'area visiva V2 o corteccia visiva secondaria, nota anche come corteccia pre-striata, è la seconda area più estesa della corteccia visiva, e la prima regione all'interno dell'area associativa visiva. Riceve forti connessioni di feedforward dall'area V1 (sia dirette che tramite il pulvinar) e invia forti connessioni alla V3, V4 e V5. Invia anche forti connessioni retroattive alla V1.
Anatomicamente, la V2 è divisa in quattro quadranti, con una rappresentazione dorsale e ventrale negli emisferi. Assieme, queste quattro regioni forniscono una mappa completa del mondo visivo. Funzionalmente, la V2 ha molte proprietà in comune con la V1. Molti dei neuroni di quest'area sono regolati da caratteristiche visive semplici come l'orientamento, la frequenza spaziale, le dimensioni, il colore e la forma. Le cellule V2 rispondono anche a varie caratteristiche complesse, come l'orientamento di contorni illusori e la disparità binoculare, o dal fatto che lo stimolo faccia parte della figura oppure dello sfondo (Qiu and von der Heydt, 2005). Ricerche recenti hanno dimostrato che le cellule V2 che mostrano poca modulazione attenzionale (più di V1, ma meno di V4), sono organizzate in modelli moderatamente complessi e possono essere azionate da segnali multipli in differenti subregioni all'interno di singolo campo recettivo.
Si pensa che l'intero sistema ventrale visuale-ippocampale sia importante per la memoria visiva. Questa teoria, a differenza di quella predominante, afferma che le alterazioni della memoria per il riconoscimento degli oggetti (ORM, da object-recognition memory) possono essere il risultato di una manipolazione dell'area V2, che è fortemente connessa con il sistema ventrale della corteccia visiva. Nel cervello delle scimmie, quest'area riceve forti connessioni feedforward dalla corteccia visiva primaria (V1) e invia delle forti proiezioni nelle altre cortecce visive secondarie (V3, V4, e V5).
Alcuni studi anatomici affermano che il terzo strato dell'area V2 sia implicato durante i processi di informazione visuale. A differenza dello strato 3, lo strato 6 della corteccia visiva è composto da molti tipi di neuroni, e la loro risposta agli stimoli visivi è molto più complessa. Secondo studi recenti, le cellule dello strato 6 della V2 svolgono un ruolo importante nella conservazione della ORM, e ella conversione della memoria di riconoscimento degli oggetti a breve termine in quella a lungo termine.

## Corteccia visiva terziaria (V3)
Il termine corteccia visiva terziaria complessa si riferisce alla regione della corteccia situata immediatamente di fronte alla V2, che include la regione denominata area visiva V3 negli umani. Il termine "complessa" è giustificato dal fatto che esistono diverse controversie circa l'esatta estensione dell'area: alcuni ricercatori teorizzano che la zona di fronte alla V2 possa avere due o tre suddivisioni funzionali. Per esempio, David Van Essen e altri (1986)  hanno proposto l'esistenza di una "V3 dorsale" nella parte superiore dell'emisfero cerebrale, distinta dalla  "V3 ventrale" (o area ventrale posteriore, VP) localizzata nella parte inferiore del cervello. Le V3 dorsale e ventrale hanno diverse connessioni con le altre parti del cervello, appaiono diverse se colorate con varie metodiche, e contengono neuroni che rispondono a diverse combinazioni di stimoli visivi (per esempio, i neuroni selettivi per il colore sono molto più comuni nella V3 ventrale). Suddivisioni aggiuntive, che includono V3A e V3B sono state evidenziate anche negli umani. Queste suddivisioni sono localizzate vicino alla V3 dorsale, ma non adiacenti alla V2.
La V3 dorsale è normalmente considerata come parte della corrente dorsale, che riceve input dalla V2 e dall'area visiva primaria, e proietta alla corteccia parietale posteriore. Può essere anatomicamente localizzata nell'area di Brodmann 19. Braddick, attraverso l'uso della fMrI ha suggerito che l'area V3/V34 possa svolgere un ruolo nel processamento del movimento globale. Altri studi preferiscono considerare la V3 dorsale come parte di un'area più larga, chiamata area dorsomediale (DM), che contiene una rappresentazione di tutto il campo visivo. I neruroni dell'area Dm rispondono al movimento di pattern che coprono porzioni estese del campo visivo. (Lui e collaboratori, 2006).
La corteccia ventrale V3 (VP), ha connessioni più deboli con la l'area visiva primaria, e connessioni più forti con la corteccia temporale inferiore. Mentre degli studi precedenti proponevano che la Vp potesse contenere una rappresentazione della sola parte superiore del campo visivo (sopra il punto di fissazione), alcuni lavori più recenti indicano che quest'area è molto più estesa di quanto si credesse, e come altre aree visive, può contentere l'intera rappresentazione visiva. Questa zona più estesa, recentemente riconsiderata, è chiamata area vetrolaterale posteriore (VLP) da Rosa e Tweedale.

## Corteccia visiva quaternaria (V4)
L'area visiva V4 è una delle aree visive nella corteccia extrastriata. Nei macachi è localizzata anteriormente alla V2 e posteriormente all'area inferotemporale posteriore (PIT). Comprende almeno quattro regioni (V4d sinistra e destra e V4v sinistra e destra), e alcuni gruppi di ricerca indicano che possa comprendere anche una suddivisione rostrale e caudale. Negli uomini è stata descritta da A.Bartels e Semir Zeki.
La V4 è la terza area corticale nel sistema ventrale, che riceve dei forti segnali feedforward dalla V2 e invia forti connessioni alla PIT. Riceve anche impulsi diretti dalla V1, specialmente dall'area centrale. Inoltre ha deboli connessioni con la V5 e la circonvoluzione prelunata dorsale (DP).

## Patologie della corteccia visiva
Lesioni estremamente localizzate nella corteccia producono sindromi invalidanti:
- Acromatopsia cerebrale, sindrome che impedisce di vedere i colori
- Prosopagnosia, sindrome che impedisce di identificare i volti
- Achinetopsia, sindrome che impedisce di vedere i movimenti